# Stephen Caffrey
Pour les articles homonymes, voir Caffrey.
Stephen Caffrey est un acteur et réalisateur américain né le 27 septembre 1959 à Cleveland, Ohio (États-Unis).

## Filmographie

### Acteur
- 1984 : L'École des héros (Hard Knox) (TV) : Gary Pascoe
- 1970 : La Force du destin ("All My Children") (série TV) : Andrew Preston Cortlandt (1984-1986)
- 1988 : L'Enfer du devoir ("Tour of Duty") : Lieutenant Myron Goldman
- 1990 : Un compagnon de longue date (Longtime Companion) de Norman René : Fuzzy
- 1990 : Columbo, saison 10, épisode 1 : Criminologie appliquée (Columbo Goes to College) : Justin Rowe
- 1992 : Diagnostic : Meurtre (TV) : Jack Parker
- 1992 : For Richer, for Poorer (en) (TV) : Mark
- 1992 : Babe, le bambino (The Babe) d'�Arthur Hiller : Johnny Sylvester
- 1992 : The House on Sycamore Street (TV) : Jack Parker
- 1993 : A Twist of the Knife (TV) : Dr Jack Parker
- 1993 : Psychose meurtrière (Murder of Innocence) (TV) : Matthew Wade
- 1993 : Arabesque (TV) saison 9, épisode 14 (Radio Mortelle) : Jonathan Baker
- 1994 : Young Indiana Jones and the Hollywood Follies (nl) (TV) : John Ford
- 1995 : 919 Fifth Avenue (TV) : Ben Constant
- 1995 : Virus (en) (TV) : Tad
- 1995 : Mort clinique (Nothing Lasts Forever) de �Jack Bender (TV) : Jason Curtis
- 1997 : Enterré vivant 2 (en) (Buried Alive II) (TV) : Randy Riskin
- 2000 : Blowback de �Mark L. Lester : faux agent Norwood
- 2005 : Les Experts : Miami
- 2015 : American Odyssey : David Tennant
- 2021 : Harry Bosch épisode Une autre voie (Workaround) :  Andrew Patterson

### Réalisateur
- 1987 : "L'Enfer du devoir"  ("Tour of Duty") (série TV)